# Julia y Vanessa Kapatelis
Julia Kapatelis y su hija Vanessa "Nessie" Kapatelis son personajes ficticios creados por el escritor y artista George Pérez para la serie en curso Wonder Woman publicada por DC Comics. Debutando en 1987, los Kapatelises servirían como personajes secundarios recurrentes para Wonder Woman hasta la década de 2000.

## Biografía ficticia

### Infancia
Julia nació en Cefalonia, Grecia, de padres griegos ortodoxos Agostos y Maria Deneiros en la década de 1930. En junio de 1937, cuando aún era una niña pequeña, Julia se fue a navegar con sus padres por el Mar Jónico, pero cayó al agua debido a una tormenta repentina. Fue rescatada de ahogarse por la diosa Thetis. Thetis rescataría a niñas mortales que consideraba "especiales" y las transportaría de forma segura a las costas de la Isla de la Curación de Themyscira. (Los niños varones fueron llevados a otro lugar). Una vez en la isla, la médica jefa de las Amazonas, Epione, las descubriría y se ocuparía de su cuidado. Después de esto, la niña sería llevada al palacio real donde se selecciona a una amazona como "Guardiana de la inspiración" de la niña. La amazona de cabello plateado Pythia se ofreció como voluntaria para bendecir a la bebé Julia, otorgándole gran sabiduría y fuerza de espíritu. Según Pythia, Julia fue la última de cientos de bebés en experimentar esto. Esta "bendición" en realidad fue una sugerencia subliminal para que el niño enseñe paz e igualdad a lo largo de sus vidas. Esta bendición también puede extenderse a los descendientes. Esta costumbre se llama "Enviar adelante". Una vez hecho esto, la niña es considerada una amazona e hija espiritual de la amazona que la bendijo. Después de unos días de recuperación y bendiciones, la niña es llevada nuevamente a las costas de la isla, donde es llevada de regreso al océano y regresada, nuevamente por Thetis, quien mágicamente viaja en el tiempo para devolver a la niña al punto exacto en el tiempo en que la niña primero dejó su tierra natal. Debido a esto, los padres de Julia creyeron que la bebé Julia había desaparecido bajo las aguas tormentosas durante solo unos segundos antes de ser devuelta al bote.

### Familia
Al igual que con otras innumerables bebés bendecidas por las Amazonas antes que ella, Julia prosperó en su nueva bendición espiritual, sobresaliendo en cada tarea que emprendió. A pesar de sus logros, Julia perdió a su hermano, Peter Deneiros, durante la guerra de 1944 como parte del subterráneo griego cuando aún era muy joven.
Más tarde, Julia conoció a David Kapatelis mientras asistía a la Universidad de Atenas. Julia estaba estudiando geología mientras David estudiaba arqueología, que ella misma tomó como su asignatura secundaria. Viajaron juntos por el mundo explorando varias culturas e historias. En cada sitio que visitaban, Julia escribía sus hallazgos y los publicaba en varias revistas académicas. Finalmente, Julia se casó con David en Grecia. Pensadora independiente, Julia quería mantener su apellido de soltera, ya que su familia no tenía a nadie más con quien mantenerlo. Esto molestó a la familia griega tradicional de David, por lo que cedió y tomó el apellido de David, Kapatelis.
Julia quedó embarazada mientras ella y David exploraban Escocia. Como broma, David quería nombrar a su hijo por nacer "Nessie" en honor a la criatura escocesa local, el Monstruo del lago Ness. Aunque complacida, Julia no estuvo de acuerdo, pero eligió a Vanessa como una sustituta cercana. Julia permaneció casada con David hasta su muerte 22 años después de su matrimonio cuando Vanessa tenía cinco años. El murió mientras exploraba ruinas en Egipto. Decidiendo comenzar de nuevo, Julia llevó a Vanessa a vivir a los Estados Unidos, donde finalmente se convirtió en la Decana del Departamento de Historia y Geología de la Universidad de Harvard. Actualmente viven en la sección Beacon Hill de Boston, Massachusetts.
Mientras estaba en Harvard, Julia trabajó junto a una estudiante prometedora llamada Helena Sandmark. Julia fue mentora de Helena a lo largo de los años y eventualmente ayudó a Helena a convertirse en profesora y curadora en el Museo de Antigüedades Culturales de Gateway City. Helena luego tendría una hija llamada Cassandra Sandsmark.

### Diana
Durante su tiempo en Harvard, Julia también conoció a Wonder Woman. Julia fue la primera mujer no amazona que Diana, también conocida como Wonder Woman, conoció. En ese momento, Diana no estaba familiarizada con el idioma inglés y solo hablaba su nativo Themyscirian. Como era un derivado cercano del griego, Julia pudo comprender a Diana hasta cierto punto. Julia llevó a Diana a su casa y a su familia y le enseñó no solo inglés, sino también historia moderna.
Después de que Vanessa fuera atacada por Decay, Julia hizo suya la lucha de Diana y la ayudó a luchar contra el dios de la guerra Ares.
Aún sin darse cuenta de sus propios lazos amazónicos, Julia finalmente tocó el talismán de Harmonía durante su primer encuentro con Diana, que resultó con varios destellos de recuerdos del período Send Forth de Julia. Esto confundió a Julia hasta que más tarde fue invitada a la tierra natal de Diana, Themyscira. En su visita conoció a Pythia y los dos sintieron una extraña conexión entre ellos. Cuando Julia y Pythia se tocaron las manos, la historia previa de Julia en Themyscira pasó por la mente de Julia y Pythia, desvelando su pasado olvidado. Reunidas, Julia y Pythia formaron un vínculo estrecho. Al igual que el papel de madre de Julia para Diana, Pythia desarrolló una relación protectora con Julia. Cuando la bruja Circe secuestró a Julia durante la historia de la Guerra de los Dioses, Pythia se encargó de rescatar a Julia y la llamó su hija.
Cuando Diana se convirtió en Embajadora de Themyscira, Julia sabía que Diana necesitaría ayuda para adaptarse a un mundo de hombres y se convirtió en una especie de madre adoptiva de Diana. Durante estos eventos, Julia logró mantener su vida personal y académica bastante plena. En viajes a Grecia, Julia se reconectó con Stavros Christadoulodou, un destacado epigrafista y amigo cercano de la familia durante muchos años. Aunque ambos estaban interesados, su relación se mantuvo solo como amigos cercanos y respetados. Una situación similar ocurrió entre Julia y uno de los profesores de geometría de la escuela secundaria de Vanessa llamado Horace Westlake. Los dos salieron durante unos meses hasta que él es asesinado por Doctor Psycho. En un momento, Julia recibió una subvención del National Geographic Society para ubicar la ciudad original de Themyscira en el país de Turquía. Desafortunadamente, Julia tuvo que cancelar la excavación a mitad del proyecto una vez que uno de los amigos de Vanessa se suicidó.
La amistad de Julia y Diana se mantuvo durante muchas pruebas, principalmente debido a que los enemigos de Diana atacaron a la hija de Julia. No fue hasta que a Vanessa le lavaron el cerebro y se transformó en la villana Silver Swan que la amistad de Julia y Diana quedó temporalmente en suspenso. Julia estaba resentida con Diana por no proteger a Vanessa de los enemigos de Diana. Después de algún tiempo, Julia llegó a una resolución con Diana. Aceptó que Diana ayudara en la rehabilitación de su hija. Desde entonces se han reconciliado por completo y Julia fue vista por última vez en la graduación universitaria de Vanessa junto con Diana.

## Julia de Daxam
Una guerrera ciega del planeta Daxam se hizo amiga de Wonder Woman durante un arco narrativo de seis números ambientado en el espacio. Ambas mujeres fueron prisioneras del Imperio Sangtee. Los ejecutores de Sangtee le arrancaron los ojos cuando demostró ser demasiado difícil de controlar. Wonder Woman le proporcionó un ojo cibernético (el otro cubierto con un parche en el ojo) y nombró a Daxamite Julia en honor a su amiga cercana Julia Kapatelis. Más tarde, Julia hace un cameo durante el crossover de la compañía "Our Worlds At War".

## Versiones alternativas
Una realidad alternativa Julia se ve en Trinity. En una realidad distorsionada donde Wonder Woman parece haber sido borrada de la existencia, Julia conoce a una mujer embarazada llamada Desiree, que ha estado dibujando bocetos y relacionada con Wonder Woman. Julia felicita su talento para el dibujo y le da una tarjeta de presentación, indicando que es la "Directora de Restauración" del Museo Nacional Smithsoniano de Historia Natural. Julia le dice a la mujer que tiene una hija, que ahora está en la universidad. Parece que Julia tiene la bendición de ser "Enviada", lo que la llevó a sobrevivir y a su exitosa carrera, pero nunca conoció a Diana; por lo tanto, a su hija nunca le lavaron el cerebro para convertirse en Silver Swan.

## En otros medios

### Película
- Julia y Vanessa Kapatelis aparecen en la película animada Wonder Woman: Bloodlines, con la voz de Nia Vardalos y Marie Avgeropoulos, respectivamente.[16]En esta versión, Diana Prince / Wonder Woman se queda con la familia Kapatelis luego de su salida de Themyscira. A medida que Vanessa envejece, se pone celosa de Diana y siente que su madre Julia prefiere a Diana sobre ella. Vanessa adopta el personaje de Silver Swan y se convierte en adversaria de Wonder Woman.

### Televisión
- Julia Kapatelis aparece en DC Super Hero Girls, con la voz de Kari Wahlgren, en el episodio "#HousePest". Representada como una profesora de arqueología que ha tenido una fascinación de larga data por la cultura amazónica, se encuentra con Diana por casualidad durante la búsqueda de esta última de un hogar adecuado. Julia, que se siente sola porque Vanessa está en la universidad, deja que Diana se mude y le da una habitación libre, que llena con artefactos que le recuerdan a Themiscyra.